# Kacey Barnfield
 Louisa Kacey Barnfield  (Londres, 14 de janeiro de 1988) é uma atriz inglesa.

## Carreira
A carreira  de atriz de Kacey começou em 1997, quando ela tinha apenas nove, aparecendo em propagandas e peças teatrais e seu primeiro papel na TV foi no drama Hope and Glory, estrelado por Lenny Henry.

## Filmografia
| Ano  | Título                    | Papel   |
| ---- | ------------------------- | ------- |
| 2007 | Popcorn                   | Yukino  |
| 2010 | Lake Placid 3             | Ellie   |
| 2010 | Resident Evil 4: Recomeço | Crystal |
| 2013 | Doce Vingança 2           | Sharon  |